# 국가 간의 정치
《국가 간의 정치: 권력과 평화를 위한 투쟁》은 1948년에 출판된 한스 모건소의 정치학 책이다.
정치 현실주의의 개념을 소개하고 권력정치에 대한 현실주의적 관점을 제시한다. 냉전 시대에 미국이 전 지구적 권력을 행사하게 한 외교 정책에서 중요한 역할을 했다. 이 개념은 또한 외교 정책에 대한 초기 미국 토론의 이상주의적 윤리와 권력 정치의 화해를 요구했다.